# 越南足球聯合會
越南足球聯合會（英文：Vietnam Football Federation，VFF，越南语：Liên Đoàn Bóng Đá Việt Nam / 聯團𩃳跢越南）是越南足球理事机构。这是负责越南国家足球队以及国内联赛。
足球20世纪初以来在越南出现，然而，由于战争，并没有发展成运动。该联合会成立于1962年，初名越南足球协会（Vietnam Football Association）。1964年，它被正式承认为附属会员在国际足联和亚洲足球联合会。由于越南分裂，该国足球直到1975年是两支不同的球队。 1989年，更名为越南足球联合会（Vietnam Football Federation）。

## 历史
详见越南足球
在1896年法国人把足球带到越南。它首次引入交趾支那（南圻），然后流行到殖民地其他地区-中部和北部地区。
越南足球协会
1960年，越南足球协会（Vietnam Football Association）成立于北方。它的第一个领导人是何登印（Hà Đăng Ấn），铁路部门领导和前足球明星。在南方越南共和国也成立类似的协会管理在南方的足球活动。
1964年，VFA被正式承认为国际足联和亚足联下属的成员。
1989年，越南革新开放，体育开始重返国际赛场。经过3个月的筹备在1989年8月，新的足协代表大会第一次在河内召开，宣布越南足球联合会成立。体育部副部长鄭玉字（Trịnh Ngọc Chữ）当选为VFF主席。黎世壽（Lê Thế Thọ）为秘书长。

## 主管
主席
阮重喜（Nguyễn Trọng Hỷ）2005年6月当选的现任主席。
- 鄭玉字（Trịnh Ngọc Chữ） (1989-1991)
- 楊業志（Dương Nghiệp Chí） (acting, 1991-1993)
- 段文支（Đoàn Văn Xê）(1993-tháng 10)
- 梅文萬（Mai Văn Muôn）(1997-2001)
- 胡德越（Hồ Đức Việt） (2001-2003)
- 梅文萬（Mai Liêm Trực） (2003-2005)
- 阮重喜（Nguyễn Trọng Hỷ） (2005-2013)
- 黎雄勇（Lê Hùng Dũng）（2013-2018）

 执行委员会
秘书处
- 陳國駿（Trần Quốc Tuấn）总书记
- 楊業詼（Dương Nghiệp Khôi）副秘书长负责比赛
- 阮有龐（Nguyễn Hữu Bàng）责任副秘书长
- 杜文寧（Đỗ Văn Ninh）副秘书长

附属委员会
- 裁判委员会
- 女子委员会
- 运动医学委员会
- 对外事务委员会
- 通讯委员会
- 运动和委员会的成员组织
- 发展策略委员会
- 职业足球委员会
- 投诉委员会
- 检查委员会
- 教练员全国委员会
- 市场推广及赞助委员会

区域联合会
22个省级成员组成的
北方
- 河内足球联合会
- 海防足球联合会
- 清化足球联合会
- 广宁足球联合会
- 南定省足球联合会
- 安沛足球联合会

中部
- 岘港足球联合会
- 承天-顺化足球联合会
- 广南足球联合会
- 广艺足球联合会
- 平定足球联合会
- 富安足球联合会
- 嘉莱足球联合会
- 林同足球联合会
- 多樂省足球联合会
- 昆嵩足球联合会

南方
- 胡志明市足球联合会
- 平阳足球联合会
- 西宁足球联合会
- 隆安足球联合会
- 永隆足球联合会
- 安江足球联合会
- 前江足球联合会

## 比赛
- 越南国家足球锦标赛
- 越南足球甲级联赛
- 越南足球乙级联赛
- 越南杯
- 越南女子足球锦标赛

国家队
- 越南国家足球队

越南曾以优势赢得了1959年东南亚足球赛冠军。他们还在1956年亚洲杯比赛进入决赛。后来水平下降。近些年来，该国足球水平有所提升。
- 越南国家足球队
- 越南国家女子足球队
- 越南国奥队
- 越南国家五人足球队
- 越南国家女子五人足球队
- 越南U22国家足球队
- 越南U19国家足球队
- 越南U16国家足球队
- 越南U19国家女子足球队
- 越南U16国家女子足球队